# 변곡점
미적분학에서 변곡점(變曲點, inflection point) 또는 만곡점은 곡선이 오목에서 볼록으로 변하는 지점이다. 반대의 경우도 마찬가지이다. 즉, 굴곡의 방향이 바뀌는 자리(위치) 또는 지점이다.
곡률이 사라지지만 부호를 변경하지 않는 점은 기복점(起伏點, undulation point)이라고 구분할 수 있다. 대수 기하학에서 변곡점은 접선이 곡선을 만나는 지점이 약간 더 일반적으로 정의되며, 이러한 변곡점에서의 접선은 적어도 3차, 변곡점의 접선의 방향이 바뀌는 곡선을 만나려면 적어도 4차 이상이어야 한다.
|                                                               |                                                         |
| 3차 함수의 그래프 1개의 변곡점(-1,0)과 1개의 오목, 1개의 볼록 | 4차 함수의 그래프 2개의 변곡점과 1개의 오목, 2개의 볼록 |

## 같이 보기
- 쌍곡선

## 참고
- (매스월드) http://mathworld.wolfram.com/InflectionPoint.html